# (2359) Debehogne
(2359) Debehogne es un asteroide perteneciente al cinturón de asteroides, descubierto el 5 de octubre de 1931 por Karl Wilhelm Reinmuth desde el Observatorio de Heidelberg-Königstuhl, Alemania.

## Designación y nombre
Designado provisionalmente como 1931 TV. Fue nombrado Debehogne en honor al astrónomo belga Henri Debehogne.